# مارتن بول
مارتن بول (بالألمانية: Martin Pohl)‏ (13 أبريل 1981 في ألمانيا - ) هو لاعب كرة قدم ألماني في مركز الدفاع. لعب مع هانزا روستوك وFC Rot-Weiß Erfurt ‏.

## وصلات خارجية
- مارتن بول على موقع قاعدة بيانات كرة القدم.إي يو (الإنجليزية)
- مارتن بول على موقع بيانات كرة القدم. دي إي (الألمانية)
- مارتن بول على موقع عالم كرة القدم.نت (الإنجليزية)